# DMP (платформа управления данными)
DMP (от английского Data Management Platform) или платформа управления данными — программное обеспечение, которое позволяет собирать, обрабатывать и хранить любые типы аудиторных данных (1st, 2nd, 3rd), а также обладает возможностью их активации (использования) через привычные медиа-каналы (DSP, Trading desk, адсерверы сайтов), CRM (обогащение), CMS (динамическая адаптация контента сайта), DCO (динамическая адаптация креативов), а также на сайтах прямого размещения за счет прямых интеграций с адсерверами.
Платформа управления данными создается в целях рекламного маркетинга, как инструмент определения необходимой целевой аудитории.

## Свойства DMP
DMP обладает рядом свойств, которые отличают её от похожих программных решений, таких как DSP или Data-supplier, а именно:
— возможность собирать и структурировать все типы аудиторных данных;
— возможность анализировать имеющиеся данные;
— наличие пользовательского интерфейса и личного кабинета для клиентов
— возможность передачи данных в любое медийное пространство (DSP, Trading Desk, адсервер) для размещения таргетированной рекламы. Нет привязки к конкретному сайту или сетке.
Определением индустриальных стандартов для компаний поставщиков DMP занимается некоммерческая организация IAB